# The Look of Silence
The Look of Silence é um documentário de 2014 produzido por vários países dirigido por Joshua Oppenheimer e produzido por Signe Byrge Sørensen, que trata sobre o massacre na Indonésia de 1965–66. Foi apresentado originalmente em 24 de agosto de 2014 no Festival de Veneza e conquistou mais de vinte prêmios de melhor documentário. Ele foi indicado ao Oscar de melhor documentário em 2016.